# 茶屋町駅
茶屋町駅（ちゃやまちえき）は、岡山県倉敷市茶屋町にある、西日本旅客鉄道（JR西日本）の駅である。
1972年に部分廃止された下津井電鉄線の乗り換え駅でもあった。

## 概要
当駅の所属線である宇野線と、当駅を起点とする本四備讃線が乗り入れ、接続駅となっている。
宇野線岡山方面から当駅を介して本四備讃線に向かうルートには「瀬戸大橋線」の愛称があり、岡山方面からの列車についても当駅より本四備讃線に入る方が本線扱いとなっている。そのため、事実上宇野線の当駅から宇野駅までの区間は支線扱いとなっており、宇野方面へ乗り入れるルートには「宇野みなと線」の愛称がある。駅番号は宇野みなと線がJR-L08、瀬戸大橋線がJR-M08。
実際に、岡山 - 当駅間の各駅でも、本四備讃線に入る系統を「瀬戸大橋線」、宇野方面に入る系統を「宇野みなと線」と区別して案内している（ただし当駅の岡山方面行きホームのLED列車案内は「瀬戸大橋線」のみの表記）ため、以下はこの案内に準じた記載とする。
当駅に停車しない四国方面の特急列車は「マリンライナー」により児島駅で連絡している。
宇野線内の普通の自動改札機は当駅まで設置されており、当駅 - 宇野駅間の各駅ではICカードの読み取り機が設置されている。
駅前広場には、茶屋町の象徴である、鬼の像が飾られている。

## 歴史

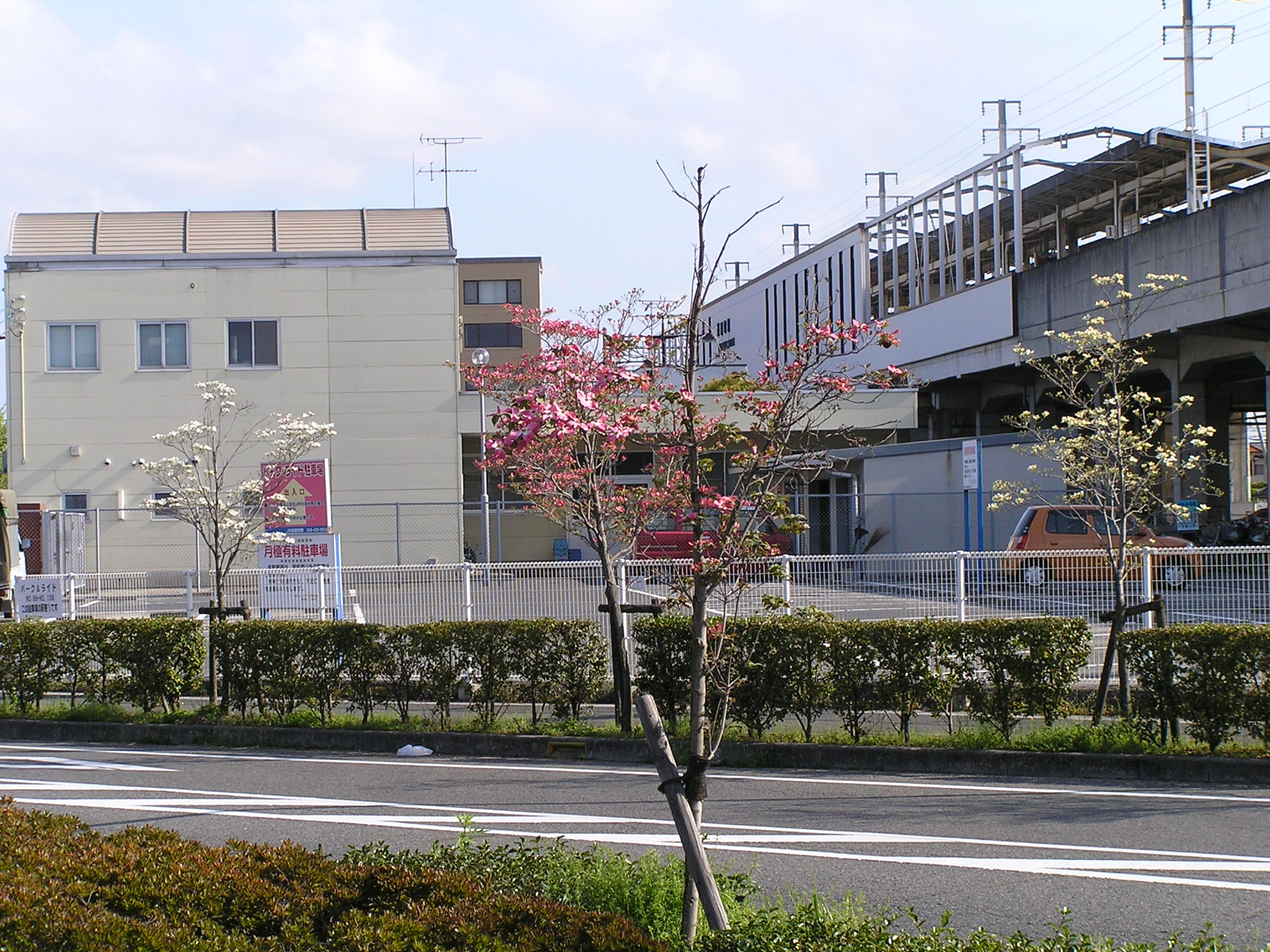
茶屋町駅付近（2008年4月、手前は郵便局）

- 1910年（明治43年）6月12日：宇野線開通とともに開業[3]。
- 1913年（大正2年）11月11日：下津井軽便鉄道の茶屋町駅 - 味野町駅（後の児島駅）間開業により設置[4][3]。
- 1916年（大正5年）10月13日：下津井軽便鉄道の機関庫が失火により全焼[4]。
- 1922年（大正11年）11月28日：下津井軽便鉄道が下津井鉄道に改称[3]。
- 1926年（大正15年）9月13日：下津井鉄道が宇野線茶屋町駅と共同停車場となり、社駅本家を撤廃[4]。
- 1933年（昭和8年）3月30日：省営自動車倉敷線（倉敷 - 茶屋町間）営業開始[5]
- 1949年（昭和24年）8月20日：下津井鉄道が下津井電鉄に改称[3]。
- 1970年（昭和45年）4月5日：貨物の取り扱いを廃止[1]。
- 1972年（昭和47年）4月1日：下津井電鉄茶屋町駅 - 児島駅間廃止[3]。
- 1985年（昭和60年）3月14日：荷物扱い廃止[1]。
- 1987年（昭和62年）4月1日：国鉄分割民営化に伴い、西日本旅客鉄道（JR西日本）の駅となる[1]。
- 1988年（昭和63年）3月20日：本四備讃線当駅 - 児島駅間開業[3]。同時に高架化される。
- 2007年（平成19年）
  - 7月9日：ICOCA対応の自動改札機導入。
  - 9月1日：ICカード「ICOCA」の利用が可能となる。
- 2020年（令和2年）
  - 2月18日：この日をもってみどりの窓口が営業を終了[6]。
  - 2月19日：みどりの券売機プラスの利用を開始[6]。

## 駅構造
島式ホーム2面3線を有する高架駅。宇野方面行きが主に使用する2・3番のりばは同一の線路（中線）で両側にホームがあり、1・4番のりばの児島方面発着列車とは平面で乗り換えられるようになっている。
直営駅（児島駅の被管理駅）である。ICOCAが宇野方面を含めて利用可能（相互利用可能ICカードはICOCAの項を参照）となった。1階にみどりの券売機プラス・近距離切符の自動販売機・改札・コンビニエンスストア・トイレがあり、2階のホームとは階段とエレベーターで結ばれている。以前、駅スタンプは設置されていたが、現在は撤去されている。

### のりば
| のりば | 路線                    | 方向 | 行先           | 備考          |
| ------ | ----------------------- | ---- | -------------- | ------------- |
| 1      | 瀬戸大橋線 宇野みなと線 | 上り | 岡山方面       | 一部2番のりば |
| 2・3   | 宇野みなと線            | 下り | 宇野方面       | 一部4番のりば |
| 4      | 瀬戸大橋線              | 下り | 児島・高松方面 | 一部3番のりば |

付記事項
- 当駅では岡山方面への列車のうち、当駅折り返し・児島方面発着列車を「瀬戸大橋線」、宇野発着列車を「宇野みなと線」と案内している。
- 宇野方面からの岡山行き直通列車は、基本的に児島方面からの列車同様1番のりばに入る。

その他
- 4番のりばの東側に本四備讃線の0キロポストが設置されている。
- 列車接近メロディは『瀬戸の花嫁』であったが、現在はJR西日本の広域で導入している接近放送に切り替わっている。
- 当駅が宇野線と本四備讃線の分岐駅であるため、宇野・児島方の出発信号機は宇野線用と本四備讃線用の2つあり、表記は宇野出、本四出である。実際の分岐地点は児島方に1 kmほど進んだところの倉敷川を渡った先にあり、宇野行きの列車は倉敷川の手前で本四備讃線の上り線に転線し、渡りきったところで宇野線に入る。
- 当駅に停車する一部列車は車内保温のため、ドア横の開閉ボタンを使って乗り降りするが、2020年4月から2023年頃までは新型コロナウイルスの拡大防止による車内換気向上のため、半自動扱いは休止中で自動扱いになっていた。
- 駅ののりばの案内表示には日本語・英語のほかにフランス語の表記がされている。

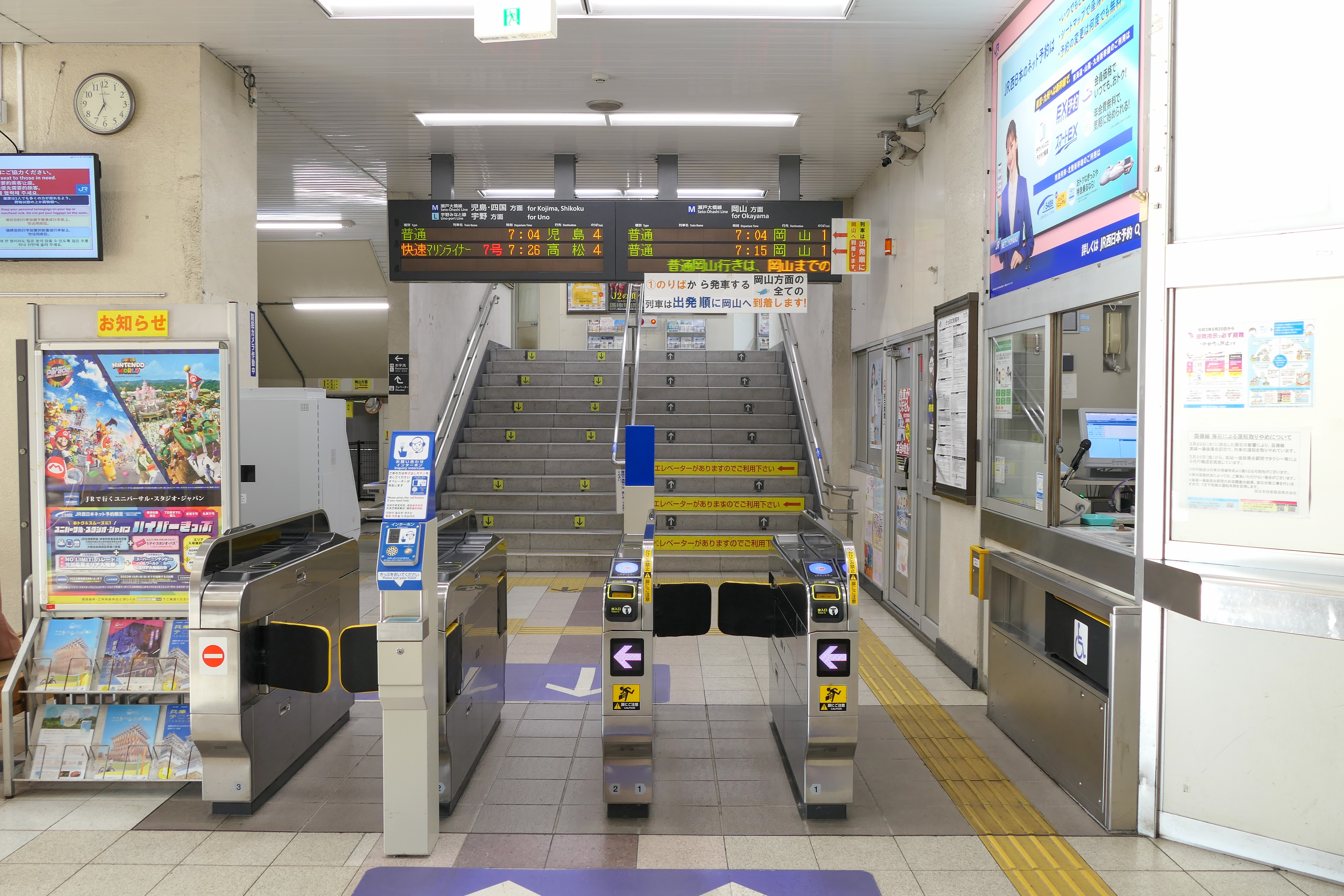
改札口（2023年7月）
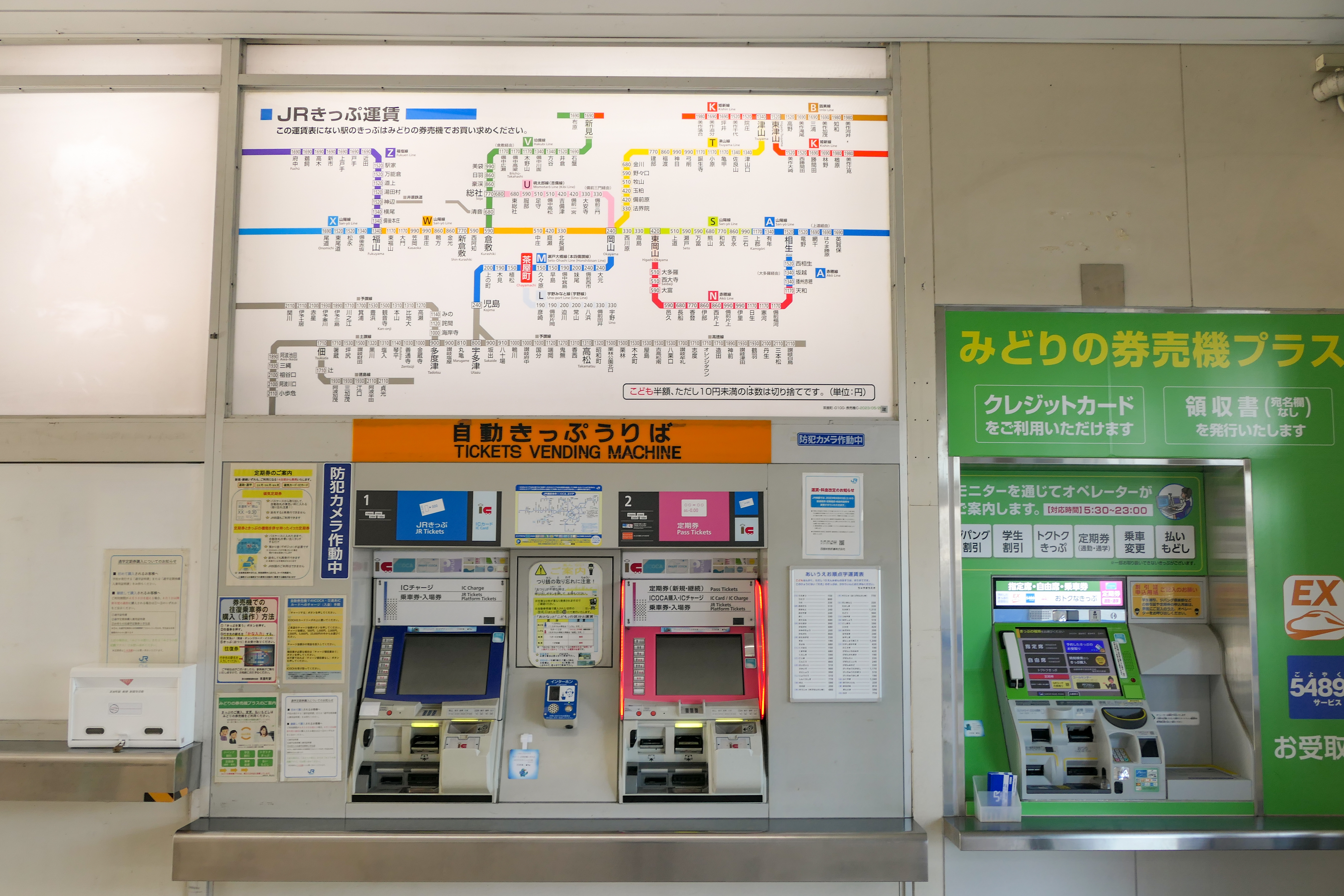
切符売り場（2023年7月）
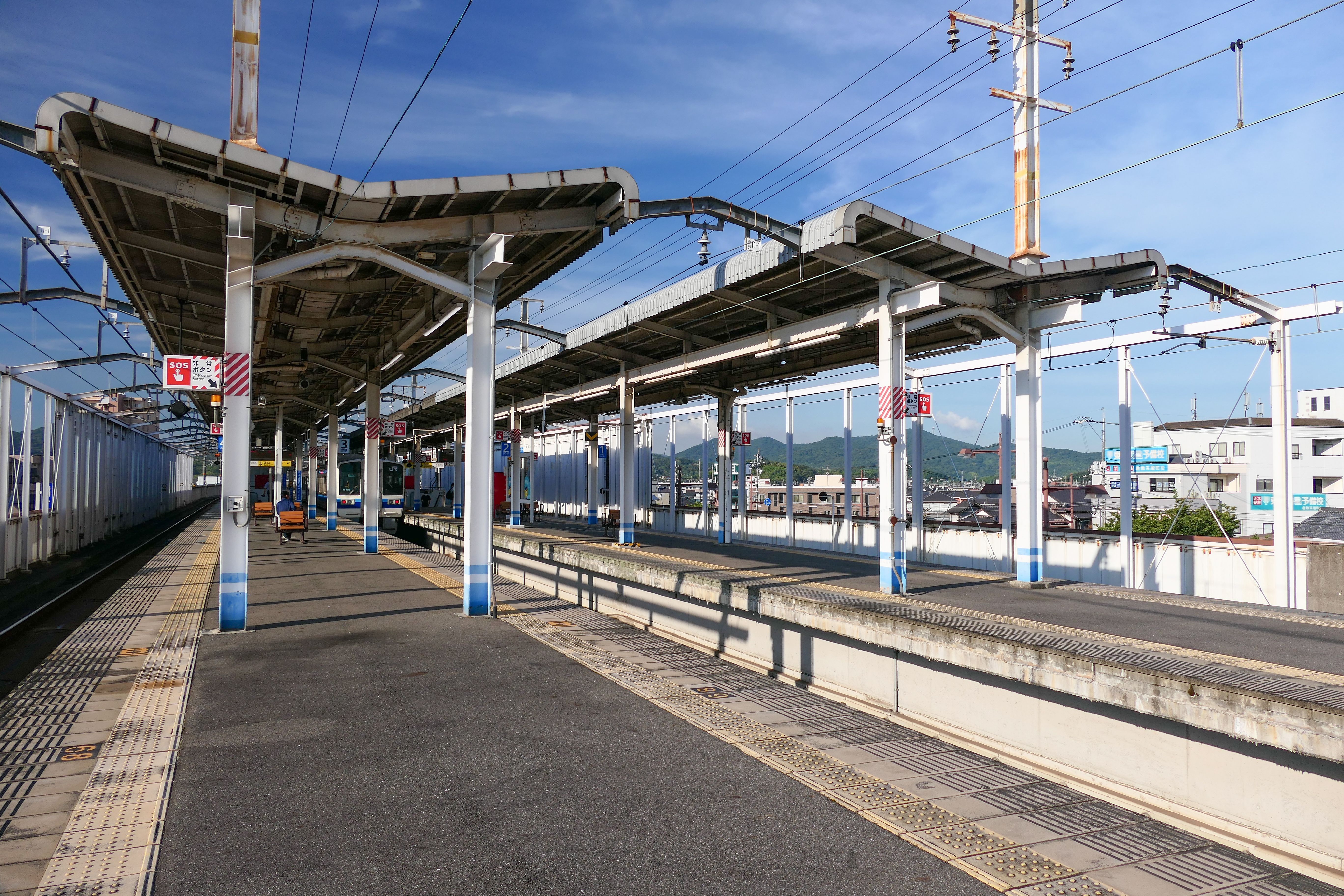
ホーム（2023年7月）
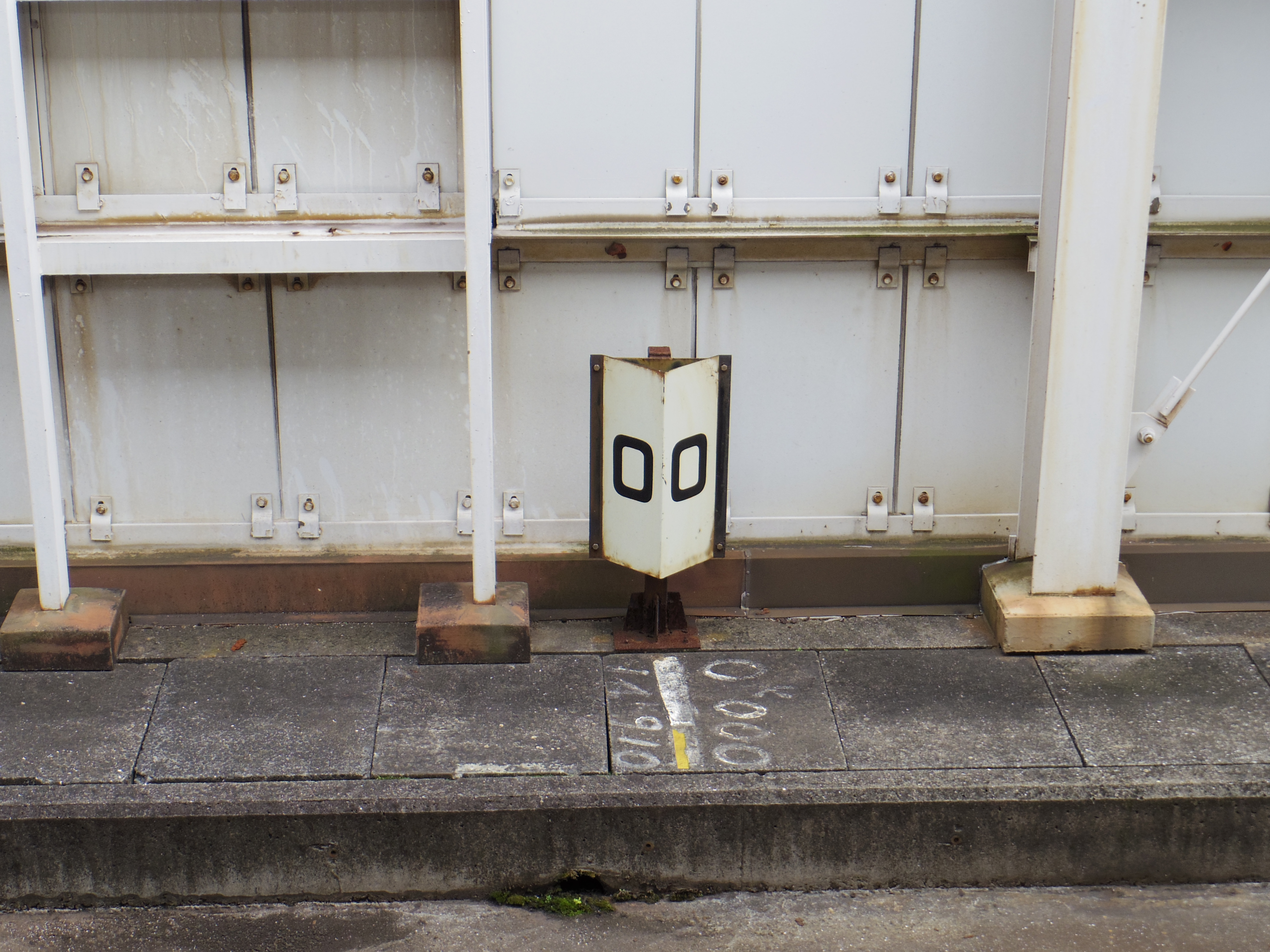
4番乗り場中間にある本四備讃線0kmポスト

### 下津井電鉄線 (廃止)
頭端式ホーム2面2線を持つ地上駅で（3番線ホームが存在した時期があり）、天城方に側線があった。1972年に廃止後のホームは同社のバスのりばとして残存していたが、本四備讃線の開業に伴う駅整備と、児島方面へのバス路線の廃止により撤去された。
| 番線 | 路線         | 行先             |
| ---- | ------------ | ---------------- |
| 1・2 | 下津井電鉄線 | 児島・下津井方面 |

## 利用状況
1日の平均乗車人員は以下の通りである。
| 乗車人員推移 | 乗車人員推移 |
| 年度         | 1日平均人数  |
| ------------ | ------------ |
| 1999         | 3,554        |
| 2000         | 3,684        |
| 2001         | 3,673        |
| 2002         | 3,615        |
| 2003         | 3,567        |
| 2004         | 3,541        |
| 2005         | 3,534        |
| 2006         | 3,509        |
| 2007         | 3,609        |
| 2008         | 3,581        |
| 2009         | 3,471        |
| 2010         | 3,494        |
| 2011         | 3,537        |
| 2012         | 3,545        |
| 2013         | 3,602        |
| 2014         | 3,605        |
| 2015         | 3,775        |
| 2016         | 3,893        |
| 2017         | 3,914        |
| 2018         | 3,892        |
| 2019         | 3,850        |
| 2020         | 3,082        |
| 2021         | 3,150        |

## 駅周辺
茶屋町を参照

## バス路線

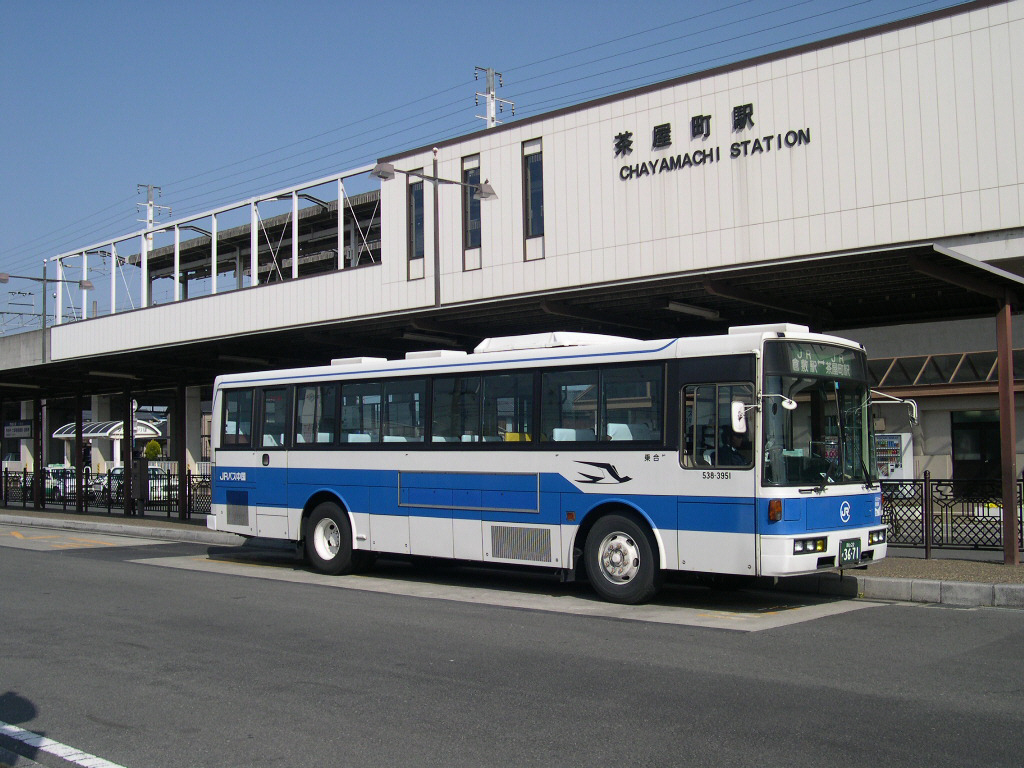
バス乗り場（2003年9月）

当駅前を発着する路線バスは、全てが下電バス（下津井電鉄）により運行されている。
| のりば | 路線名                           | 系統・行先                                  | 備考                       |
| ------ | -------------------------------- | ------------------------------------------- | -------------------------- |
| 1      | 茶屋町・倉敷線                   | 71・72：倉敷駅 73・74：倉敷成人病センター前 | 「73」「74」は平日のみ運行 |
| 2      | 茶屋町・倉敷線                   | 71・73：下電バス興除営業所前                | 「73」は平日のみ運行       |
| 3      | 岡山中学校・高等学校スクールバス | 水島ライナー                                |                            |

茶屋町駅 - 倉敷駅間の路線バスの帯江経由便（茶屋町・倉敷線）はJRバス中国から移管されたものである。一方でもともと下電バスが運行していた天城経由便は茶屋町・倉敷線の移管後の2009年3月31日に廃止された。
茶屋町・倉敷線の倉敷成人病センター前 - イオンモール倉敷間は2015年9月30日で廃止された。

## 隣の駅
西日本旅客鉄道（JR西日本）
 宇野線（宇野みなと線）
久々原駅 (JR-L07) - 茶屋町駅 (JR-L08) - 彦崎駅 (JR-L09)
 瀬戸大橋線（宇野線 - 本四備讃線）
- ■快速「マリンライナー」停車駅

■快速（岡山 - 茶屋町）
妹尾駅 (JR-M04) - 茶屋町駅 (JR-M08)
■普通
久々原駅 (JR-M07) - 茶屋町駅 (JR-M08) - 植松駅 (JR-M09)

### かつて存在した路線
下津井電鉄
下津井電鉄線
天城駅 - 茶屋町駅